# 楼南泉
楼南泉（1922年12月13日—2008年1月3日），男，浙江杭州人，中国物理化学家。中国科学院大连化学物理研究所研究员、前所长、分子反应动力学国家重点实验室学术委员会主任，中国科学院院士。

## 生平
1922年生于浙江杭州。1946年毕业于国立中央大学化学工程系，获学士学位。1991年当选为中国科学院学部委员（院士）。